# Alleanza Monarchica
Die Alleanza Monarchica (deutsch: Monarchistische Allianz; abgekürzt: AM) ist eine monarchistische Partei in Italien. Ihre Ausrichtung ist zwischen demokratisch, patriotisch und konservativ anzusiedeln – im Besonderen sieht sie sich in der Tradition des Risorgimento, der Vereinigung Italiens 1861–1870 als konstitutionelle Monarchie. Die Partei spaltete sich 1972 von dem Partito Democratico Italiano di Unità Monarchica (PDIUM) ab, aus Protest gegen dessen Fusion mit dem postfaschistischen Movimento Sociale Italiano von Giorgio Almirante.
Vorsitzender (Segretario) ist Franco Ceccarelli, während Roberto Vittucci Righini die eher repräsentative Funktion des Parteipräsidenten (Presidente) erfüllt. Die AM hat eine Reihe Unterschriftenaktionen durchgeführt, um mit einer eigenen Liste bei den Kommunalwahlen antreten zu können; auf nationaler Ebene spielt sie jedoch keine Rolle. Sie verfügt über eine Jugendorganisation (Alleanza Monarchica Giovani) und eine Frauenorganisation.